# Bet Shemesh

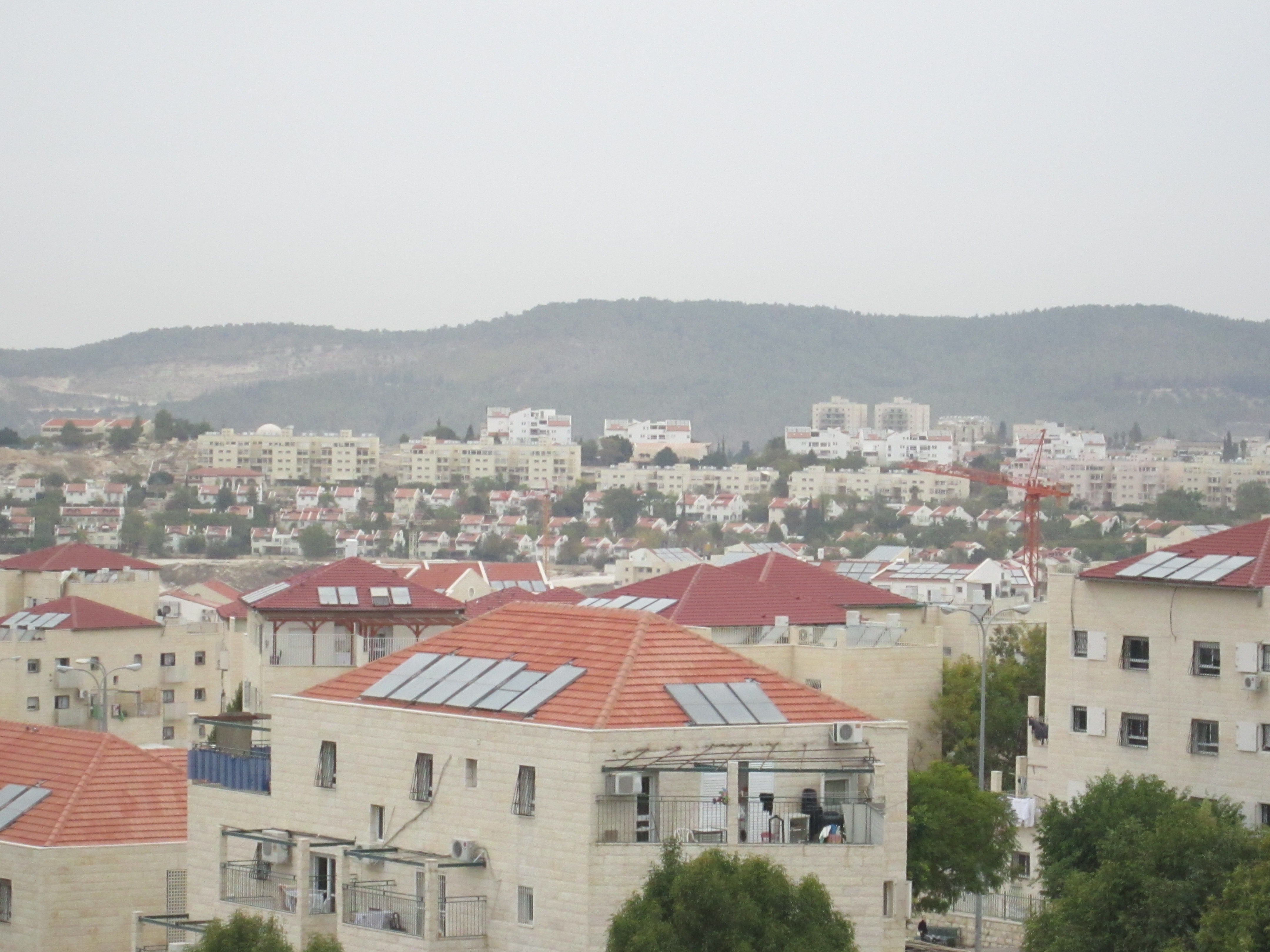
Moderna Bet Shemesh

Bet Shemesh, eller mer inofficiellt Beit Shemesh (hebreiska בית שמש, Solens hus, efter den kanaanéiska solgudinnan Shemesh) är en stad i Israel, lokaliserad cirka 20 kilometer väster om Jerusalem. Staden grundades i december 1950, och gavs officiell stadsstatus av den israeliska regeringen 25 juni 1991. Staden hade mot slutet av 2004 ungefär 61 900 invånare. Staden är byggd där en biblisk stad med samma namn en gång låg, och denna nämns bland annat i Josua 21:16. 
Borgmästare i Bet Shemesh är Shmuel Greenberg.
Amerikanska arkeologer som grävde ut staden under första hälften av 1900-talet påträffade här lämningar efter kanaaneisk stad med ett Astartetempel, bebodd cirka 2.000 - 700 f. Kr.
Stadens befolkning utgörs till i princip 100% av judar och andra icke-arabiska folkgrupper, och flera tusen av judarna är invandrade. Staden är ett starkt fäste för den ortodoxa judendomen.